# Supercopa de España 2021
La Supercopa de España 2021 è stata la trentasettesima edizione della Supercoppa di Spagna e si è svolta tra il 13 e il 17 gennaio 2021. Originariamente prevista in Arabia Saudita, come l'edizione precedente, a causa della pandemia di COVID-19 la competizione si è tenuta in Spagna in tre città andaluse: Cordova, Malaga e Siviglia. Le prime due città hanno ospitato le semifinali, mentre la terza la finale.
Il torneo è stato vinto dall'Athletic Bilbao, al terzo successo nella manifestazione, dopo aver battuto per 3-2 ai tempi supplementari il Barcellona.

## Formato
Si tratta della seconda edizione con il nuovo formato, che prevede quattro partecipanti: la vincitrice della Coppa del Re 2019-2020 e della Primera División 2019-2020, la finalista della coppa nazionale e la squadra classificatasi seconda in campionato. In caso di coincidenze, accede alla Supercoppa la squadra meglio posizionata in Liga che non è finalista della Coppa del Re. Le squadre si affrontano in semifinale e finale a gara unica, per un totale di tre partite. Il nuovo formato prevede che la squadra campione della Coppa del Re affronti la squadra seconda classificata in campionato, e che la squadra campione di Spagna affronti la finalista della Coppa del Re.
Il sorteggio si è svolto il 17 dicembre 2020 al quartier generale della RFEF a Las Rozas de Madrid, secondo la condizione che Real Madrid e Barcellona non potevano affrontarsi in semifinale.

## Squadre partecipanti
|  | Real Sociedad   |  | Vincitore della Coppa del Re 2019-2020                |
|  | Real Madrid     |  | Vincitore della Primera División 2019-2020            |
|  | Athletic Bilbao |  | Finalista della Coppa del Re 2019-2020                |
|  | Barcellona      |  | Secondo classificato della Primera División 2019-2020 |

## Risultati

### Tabellone
|  | Semifinali       | Semifinali       | Semifinali            |                       |            | Finale     | Finale | Finale |  |
|  |                  |                  |                       |                       |            |            |        |        |  |
|  | Real Sociedad    | Real Sociedad    | 1 (2)                 |                       |            |            |        |        |  |
|  | Real Sociedad    | Real Sociedad    | 1 (2)                 |                       |            |            |        |        |  |
|  | Barcellona (dtr) | Barcellona (dtr) | 1 (3)                 |                       |            |            |        |        |  |
|  | Barcellona (dtr) | Barcellona (dtr) | 1 (3)                 |                       | Barcellona | Barcellona | 2      |        |  |
|  |                  |                  |                       |                       | Barcellona | Barcellona | 2      |        |  |
|  |                  |                  | Athletic Bilbao (dts) | Athletic Bilbao (dts) | 3          |            |        |        |  |
|  | Real Madrid      | Real Madrid      | Athletic Bilbao (dts) | Athletic Bilbao (dts) | 3          | 1          |        |        |  |
|  | Real Madrid      | Real Madrid      |                       |                       |            |            |        |        |  |
|  | Athletic Bilbao  | Athletic Bilbao  | 2                     |                       |            |            |        |        |  |

### Semifinali
| Arbitro: | Munuera Montero |

|                                              |                      |                                       |
| Oyarzabal 51’ (rig.)                         | Marcatori            | 39’ de Jong                           |
| Bautista Oyarzabal Willian J. Merino Januzaj | Tiri di rigore 2 – 3 | de Jong Dembélé Pjanić Griezmann Puig |

| Arbitro: | Martínez Munuera |

|             |           |                             |
| Benzema 73’ | Marcatori | 18’, 38’ (rig.) Raúl García |

### Finale
| Arbitro: | Gil Manzano |

|                    |           |                                           |
| Griezmann 40’, 77’ | Marcatori | 42’ de Marcos 90’ Villalibre 93’ Williams |

| Barcellona | Athletic Bilbao |

| P               | 1  | Marc-André ter Stegen |        |      |
| D               | 2  | Sergiño Dest          |        | 46’  |
| D               | 4  | Ronald Araújo         |        |      |
| D               | 15 | Clément Lenglet       | 11’    | 106’ |
| D               | 18 | Jordi Alba            | 114’   |      |
| C               | 21 | Frenkie de Jong       |        |      |
| C               | 5  | Sergio Busquets       |        | 97’  |
| C               | 16 | Pedri                 |        | 88’  |
| A               | 11 | Ousmane Dembélé       |        | 88’  |
| A               | 10 | Lionel Messi          | 120+1’ |      |
| A               | 7  | Antoine Griezmann     |        |      |
| A disposizione: |    |                       |        |      |
| P               | 13 | Neto                  |        |      |
| P               | 26 | Iñaki Peña            |        |      |
| D               | 23 | Samuel Umtiti         |        |      |
| D               | 24 | Junior Firpo          |        |      |
| D               | 28 | Óscar Mingueza        |        | 46’  |
| C               | 8  | Miralem Pjanić        |        | 88’  |
| C               | 12 | Riqui Puig            |        | 97’  |
| A               | 9  | Martin Braithwaite    |        | 88’  |
| A               | 17 | Francisco Trincão     |        | 106’ |
| Allenatore:     |    |                       |        |      |
| Ronald Koeman   |    |                       |        |      |

| P               | 1  | Unai Simón       |      |      |
| D               | 21 | Ander Capa       |      | 81’  |
| D               | 5  | Yeray Álvarez    |      |      |
| D               | 4  | Iñigo Martínez   |      | 95’  |
| D               | 24 | Mikel Balenziaga |      | 83’  |
| C               | 18 | Óscar de Marcos  |      |      |
| C               | 27 | Unai Vencedor    |      | 81’  |
| C               | 14 | Dani García      | 67’  |      |
| C               | 10 | Iker Muniain     |      |      |
| A               | 22 | Raúl García      |      | 83’  |
| A               | 9  | Iñaki Williams   |      | 106’ |
| A disposizione: |    |                  |      |      |
| P               | 13 | Jokin Ezkieta    |      |      |
| D               | 3  | Unai Núñez       |      | 95’  |
| D               | 15 | Iñigo Lekue      |      | 83’  |
| C               | 6  | Mikel Vesga      |      | 81’  |
| C               | 16 | Oihan Sancet     |      |      |
| A               | 2  | Jon Morcillo     | 110’ | 106’ |
| A               | 7  | Ibai Gómez       |      |      |
| A               | 12 | Álex Berenguer   |      | 81’  |
| A               | 20 | Asier Villalibre | 109’ | 83’  |
| Allenatore:     |    |                  |      |      |
| Marcelino       |    |                  |      |      |